# Saint-Cergue
Saint-Cergue is een gemeente en plaats in het Zwitserse kanton Vaud, en maakt deel uit van het district Nyon. Tot de gemeente hoort ook het dorp La Cure op de grens met Frankrijk.
Saint-Cergue telt 1772 inwoners.

## Bijzonder grensverloop
Een bijzonderheid in La Cure is dat de landsgrens dwars door een hotel loopt, dat aan de Franse zijde hotel Arbez heet en aan de Zwitserse zijde hotel Franco-Suisse. De grens loopt ook dwars door de eetzaal en keuken. En de beide trappen in het hotel naar de bovenste etage beginnen in Frankrijk en eindigen in Zwitserland. In kamer 12 ligt het slaapgedeelte in Zwitserland terwijl de badkamer zich in Frankrijk bevindt.